# Politiek commissaris

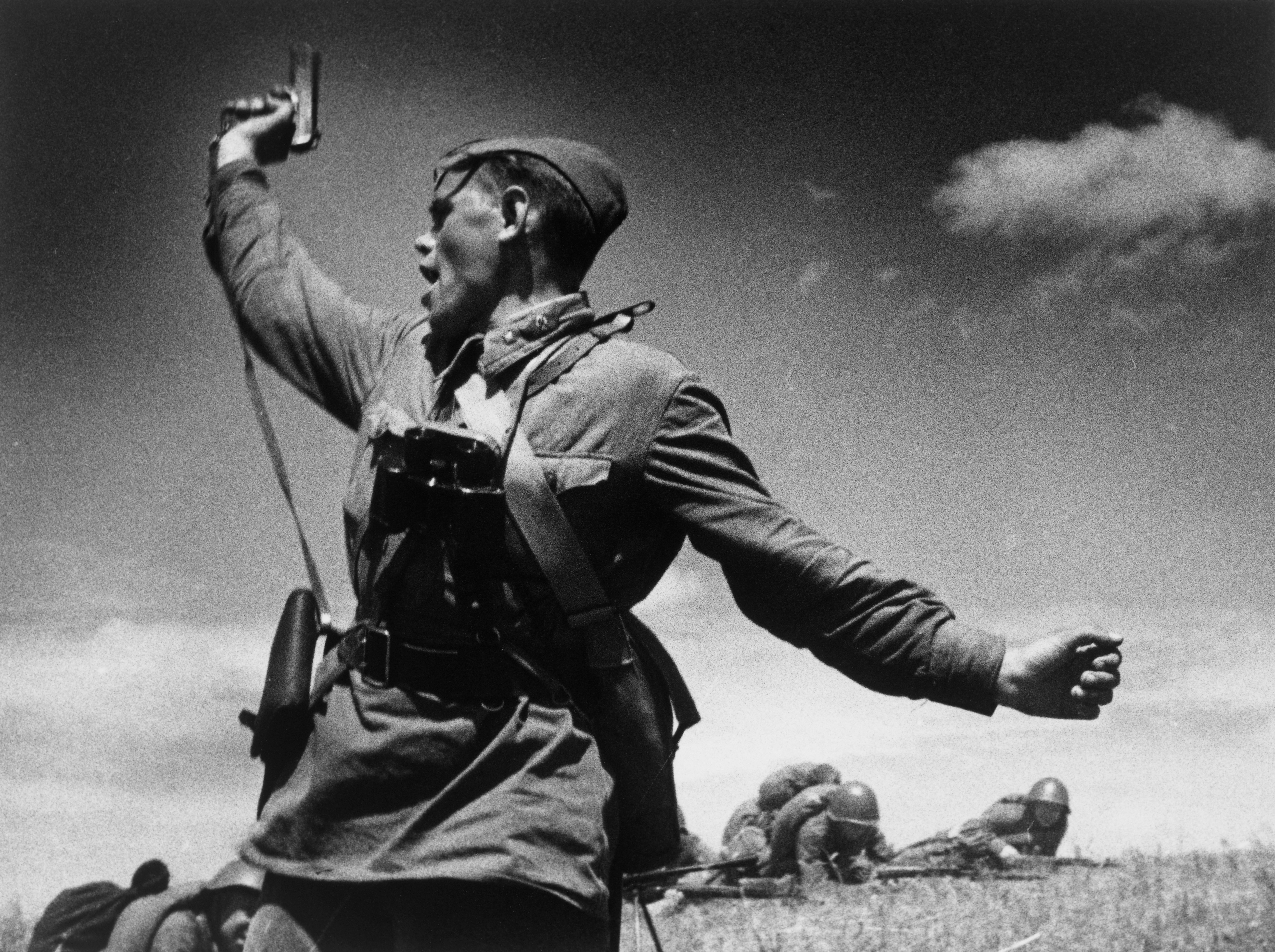
Kombat, een foto van een Sovjet-politiek commissaris van het 220e Infanterie-Regiment die soldaten oproept voor een aanval, Oostfront, Oekraïense SSR, 12 juli 1942

Een politiek commissaris soms ook politiek officier of politroek (Russisch: политрук, politroek een samentrekkingswoord uit Russisch политический руководитель, polititsjeski roekovoditel;  politiek leider of politiek instructeur) is een toezichthoudende officier In het leger die verantwoordelijk is voor de politieke en ideologische vorming en organisatie van de eenheid waaraan hij is toegewezen, met de bedoeling de politieke controle over het leger te verzekeren.
De functie verscheen voor het eerst tijdens de Franse Revolutie (1789-1799) als commissaire politique (politiek commissaris) of vertegenwoordiger op missie in het Franse Revolutionaire Leger. Politieke commissarissen werden tijdens de Spaanse Burgeroorlog (1936-1939) intensief ingezet binnen de Internationale Brigades. Ze bestonden ook, met onderbrekingen, in het Sovjet-Rode Leger van 1918 tot 1942, evenals in de strijdkrachten van nazi-Duitsland van 1943 tot 1945 als Nationalsozialistische Führungsoffiziere (nationaalsocialistische leiders).
De functie blijft in gebruik in het Chinese Volksbevrijdingsleger en de Taiwanese strijdkrachten van de Republiek China alsook in het Vietnamese Volksleger.

## Sovjet-Unie

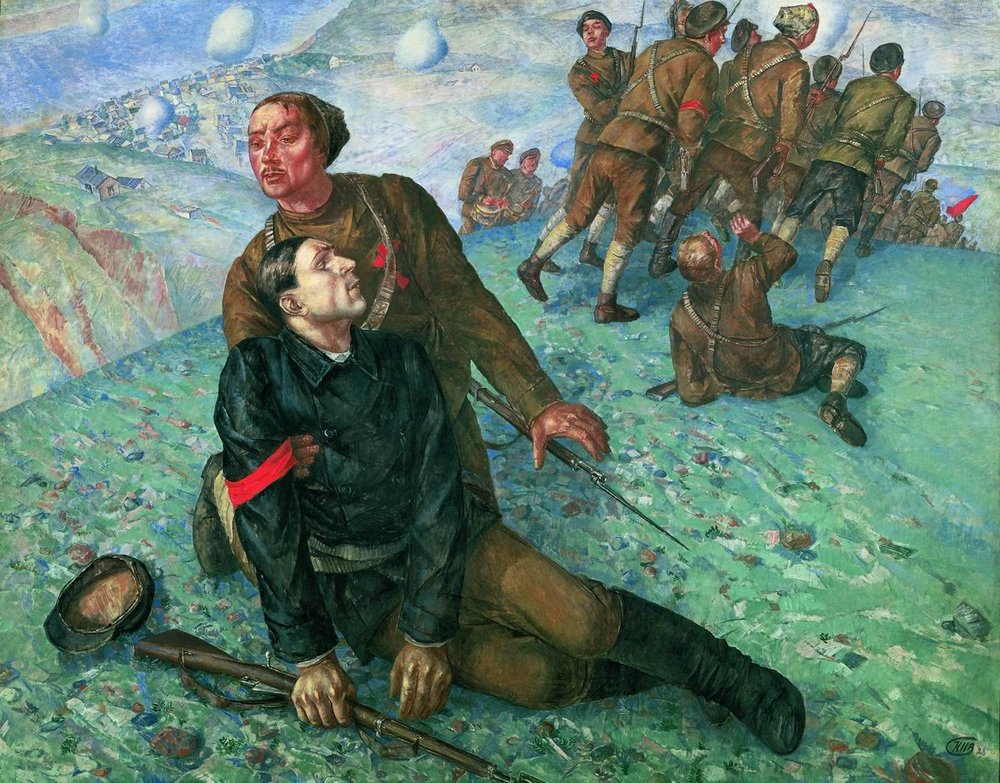
De dood van de politiek commissaris, propagandaschilderij uit 1928 door Koezma Petrov-Vodkin

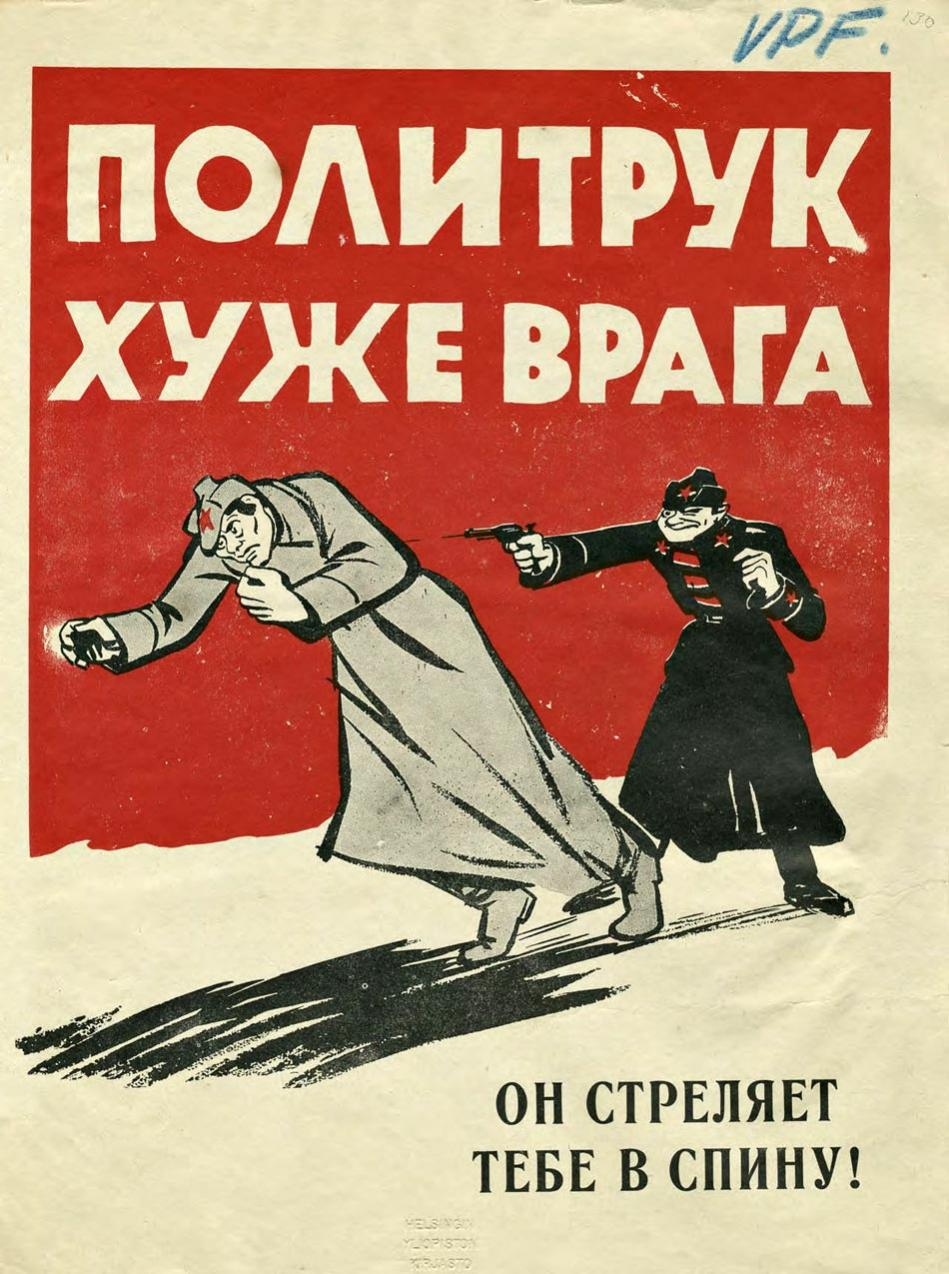
Finse propagandaposter (1939-1940) gericht op soldaten van het Rode Leger: "Politieke commissaris: erger dan de vijand. Hij schiet je in de rug!"

Een vroeg soort politiek commissaris werd opgericht tijdens de Februarirevolutie van 1917 toen de Ispolkom (исполком, исполнительный комитет, leidinggevend comité) van de Petrograd-sovjet de controversiële Order nr. 1 uitvaardigde. Nadat door de Oktoberrevolutie van november 1917 de bolsjewieken aan de macht kwamen en de Russische burgeroorlog van 1917-1922 begon, richtte Lev Trotski geleidelijk het Rode Leger op en vestigde de rol van politieke officieren. Zij moesten ervoor zorgen dat de communistische partijen konden rekenen op de loyaliteit van de strijdkrachten. Hoewel er een groot verschil was tussen de Februarirevolutie en de Oktoberrevolutie, vreesden hun leiders in beide gevallen een contrarevolutie en beschouwden de militaire officieren als de meest waarschijnlijke contrarevolutionaire dreiging. 

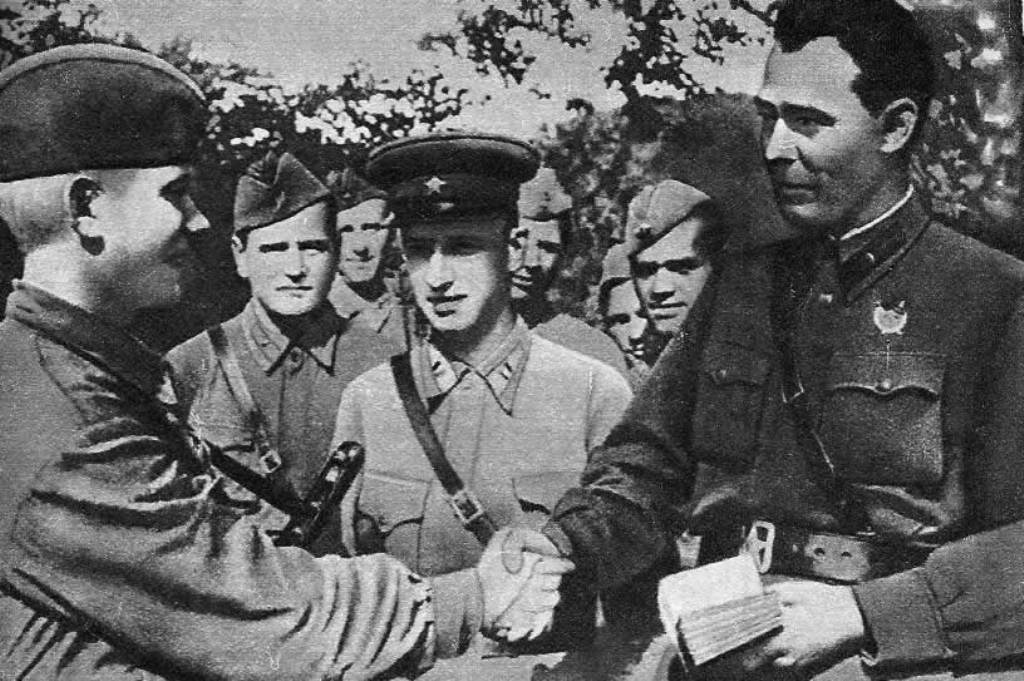
Leonid Brezjnev (rechts) in de rang van commissaris geeft een lidmaatschapskaart van de Communistische Partij aan een soldaat (1942)

In het Rode Leger (1918-1946) en het Sovjetleger (1946-1991), bestond de politiek commissaris (Russisch: комиссар, komissar) bij naam alleen tijdens de periodes 1918–1924, 1937–1940 en 1941–1942. Niet elke politieke officier van het Rode Leger was commissaris. De politiek commissaris had een militaire rang die gelijk was aan de commandant van de eenheid aan wie hij was toegevoegd; bovendien had de commissaris ook de militaire bevoegdheid om de bevelen van de eenheidscommandant op elk moment te herroepen. Tijdens de andere periodes van de geschiedenis van het Rode Leger waren politieke officieren militair ondergeschikt aan eenheidscommandanten en bestond de functie van politiek commissaris niet.
Het politieke toezicht op het Russische leger werd uitgeoefend door de politiek commissaris, die in elke eenheid en formatie aanwezig was, van compagnie- tot divisieniveau, ook bij de marine. Revolutionaire Militaire Raden (революционный военный совет, of реввоенсовет, revvojensovjet, RVS) werden opgericht op leger-, front-, vloot- en flottielje-niveau, bestaande uit ten minste drie leden: de commandant en twee politieke werkers. De politieke arbeiders werden "leden van de RVS" genoemd, niet "commissarissen", ondanks hun positie als officiële politieke commissarissen.
In 1919 werd de titel politroek toegewezen aan politieke functionarissen op compagnie-niveau. Ondanks hun positie als officiële politieke commissarissen werden ze niet aangesproken als "commissaris". Beginnend in 1925, begon de politiek-militaire leerstellige koers naar jedinonatsjalije (Russisch единоначалие, enig commando) werd opgericht en de politiek commissaris als militaire instelling vervaagde. De introductie van jedinonatsjalije was tweeledig: ofwel de militaire commandant sloot zich aan bij de Communistische Partij en werd de politieke officier van zijn eigen eenheid, ofwel een pompolit-officier (Russisch: помполит, политический помощник, politiek assistent) werd aangesteld als ondergeschikte aan hem. Eerder, in 1924, werden de RVS's omgedoopt tot Militaire Raden, zulke hoge politieke officieren stonden bekend als TsjVS (Член Военного Совета, Tsjlen Vojennogo Soveta, lid van de Militaire Raad); deze werden afgeschaft in 1934.
Op 10 mei 1937 werd de rol van politiek commissaris in het Rode Leger hersteld en werden militaire raden opgericht. Deze kwamen voort uit de politieke zuiveringen in de Sovjet-strijdkrachten. In augustus 1940 werd het ambt van politiek commissaris weer afgeschaft, maar de militaire raden bleven gedurende de Duits-Sovjetoorlog (1941-1945) en daarna bestaan. Onder leger-niveau werd het jedinonatsjalije-systeem (enkel-commando) hersteld.
als gevolg van de nederlagen van het Rode Leger bij het begin van de oorlog, verscheen In juli 1941 de positie van politiek commissaris opnieuw. De commissarissen hadden gedurende deze tijd een invloedrijke rol als "tweede commandanten" binnen de militaire eenheden. Hun rang en insignes kwamen over het algemeen overeen met die van officieren. Omdat dit niet effectief bleek, vroeg generaal Ivan Konev aan Stalin om de politieke officier ondergeschikt te maken aan bevelvoerende officieren. Het werk van de commissarissen werd opnieuw gericht op moreel-gerelateerde functies. De term "commissaris" werd in augustus 1942 afgeschaft en op compagnie- en regimentsniveau werd de pompolit-officier vervangen door de zampolit (замполит, заместитель командира по политико-просветительской и воспитательной работе, plaatsvervangend commandant voor politiek voorlichtend en educatief werk). Hoewel niet langer bekend onder de oorspronkelijke titel "commissaris", werden politieke officieren behouden door alle Sovjet-strijdkrachten, zoals leger, marine, luchtmacht, strategische rakettroepen, tot het uiteenvallen van de Sovjet-Unie in 1991.

### Oostblok
Na de Tweede Wereldoorlog gebruikten andere Oostbloklegers ook politieke officieren naar Sovjetmodel. Zo gebruikte de Nationale Volksarmee van Oost-Duitsland Politoffiziere als plaatsvervanger van de commandant van de eenheid die verantwoordelijk was voor politieke vorming. Tijdens de Koreaanse Oorlog stonden de commissarissen van het Koreaanse Volksleger bekend als "Culturele Afdelingen" of "Politieke Afdelingen".

## China

### Volksrepubliek China
De positie van politiek commissaris bestaat ook in het Volksbevrijdingsleger van China. Gewoonlijk is de politiek commissaris een militaire officier in uniform en een kaderlid van de Chinese Communistische Partij, hoewel deze functie is gebruikt om civiele partijfunctionarissen enige ervaring met het leger te geven. De politiek commissaris was hoofd van een partijcel binnen het leger; het militaire lidmaatschap van de partij is echter sinds de jaren tachtig beperkt tot de lagere rangen. Tegenwoordig is de politiek commissaris grotendeels verantwoordelijk voor administratieve taken zoals public relations en advisering, en dient hij voornamelijk als onderbevelhebber. Chinese troepen besteden naar verluidt 20 tot 30 procent van hun tijd aan het bestuderen van de communistische ideologie.  

### Republiek China

Embleem van het Bureau voor politieke oorlogsvoering van de Republiek China

De positie van politiek commissaris bestond ook in het leger van de Republiek China (Taiwan). Chiang Ching-kuo, aangesteld als Kwomintang (Chinese Nationalistische Partij)-hoofd van de geheime politie in 1950, werd opgeleid in de Sovjet-Unie en startte een militaire organisatie in Sovjet-stijl in de strijdkrachten van de Republiek China, reorganiseerde en sovjetiseerde het politieke officierskorps. Toezicht en Kwomintang-partijactiviteiten werden door het hele leger gepropageerd. Hiertegenover stond Sun Li-jen, die was opgeleid aan het Amerikaanse Virginia Military Institute. Chiang Ching-kuo arresteerde vervolgens Sun Li-jen en beschuldigde hem van samenzwering met de Amerikaanse Central Intelligence Agency om Chiang Kai-shek en de Kwomintang omver te werpen. Sun werd in 1955 onder huisarrest geplaatst 
Tegenwoordig behoren politieke commissarissen tot het Bureau voor Politieke Oorlogsvoering en zijn nog steeds verantwoordelijk voor de planning van en het toezicht op de politieke operaties van het leger van de Republiek China, waar ze betrokken zijn bij psychologische oorlogsvoering, het voorbereiden van propaganda voor externe consumptie, samen met het verstrekken van advies, training in psychologische oorlogsvoering en het verwerken van nieuws voor het Taiwanese leger.
- Gemeinsame Normdatei: 4123964-7